# Os três puros
Os Três Puros (chinês: 三清; pinyin: Sānqīng), também traduzidos como os Três Puros Pelúcidos, os Três Pristinos, os Três Mestres Divinos, as Três Claridades, ou as Três Purezas, são os três deuses mais elevados do panteão taoísta. Eles são considerados pura manifestação do tao e a origem de todos os seres sencientes.

## Os "Três" no taoísmo
Do clássico taoísta Tao te ching, afirmava-se que "o tao produziu "um"; "um" produziu "dois"; "dois" produziram "três"; "três" produziram todas as coisas". É geralmente aceito pelos estudiosos taoístas que tao produziu "um" significa que Wuji produziu Taiji, e "um" produziu "dois" significa que Taiji produziu Yin e Yang [ou Liangyi (兩儀) em termos escolásticos]. No entanto, o assunto de como "dois" produziram "três" permaneceu um debate popular entre os estudiosos taoístas. A maioria dos estudiosos acredita que se refere à interação entre Yin e Yang, com a presença de Chi, ou força vital.
No taoísmo religioso, a teoria de como o tao produz "um", "dois" e "três" também é explicada. No tao produz "um" — Wuji produz Taiji, ele representa o grande tao, encarnado por Hundun (chinês: 混沌無極元始天王; pinyin: Hùndùn Wújí Yuánshǐ Tiānwáng, "rei celestial do início primordial caótico e sem fim") em um momento de pré-criação quando o universo ainda era nulo e o cosmos estava em desordem; manifestando-se no primeiro da trindade taoísta, Yuánshǐ Tiānzūn. Yuánshǐ Tiānzūn supervisiona a primeira fase da criação do universo e é doravante conhecido como Dàobǎo (道寶) "tesouro do tao". Em "um" produz "dois" – Taiji produz Yin e Yang, Yuanshi Tianzun se manifesta em Lingbao Tianzun que separou o Yang do Yin, o claro do obscuro, e classificou os elementos em seus grupos legítimos. Portanto, ele também é conhecido como Jīngbǎo (經寶) "tesouro da lei/escritura". Enquanto Jīng no entendimento popular significa "escrituras", neste contexto também significa "passar" [a fase da criação] e as leis da natureza de como as coisas devem ser. Na fase final da criação, Daode Tianzun se manifesta de Língbão Tiānzūn para trazer a civilização e pregar a lei a todos os seres vivos. Portanto, ele também é conhecido como Shībǎo (師寶) "tesouro do mestre".
Cada um dos Três Puros representa tanto uma divindade quanto um céu. Yuanshi Tianzun governa o primeiro céu, Yu-Qing, que se encontra na "montanha de Jade". A entrada para este céu é chamada de "porta dourada". "Ele é a fonte de toda a verdade, como o sol é a fonte de toda a luz". "Lingbao Tianzun" governa o céu de Shang-Qing. "Daode Tianzun" governa o céu de Tai-Qing. Os Três Puros são frequentemente descritos como anciões entronizados.
Escolas de pensamento taoísta se desenvolveram em torno de cada uma dessas divindades. A alquimia taoísta era uma grande parte dessas escolas, pois cada um dos Três Puros representava um dos três campos essenciais do corpo: jing, qi e shen. A congregação dos Três Puros resultou no retorno ao tao.
O primeiro puro é o chi universal ou celestial. O segundo puro é o chi do plano humano, e o terceiro puro é o chi da terra. O chi celestial inclui o chi ou energia de todos os planetas, estrelas e constelações, bem como a energia de Deus (a força da criação e do amor universal). O chi do plano humano é a energia que existe na superfície do nosso planeta e sustenta a vida humana, e a força da terra inclui todas as forças dentro do planeta, bem como as cinco forças elementais.
Como os Três Puros são manifestações da energia celestial primordial, eles não têm forma. Mas para ilustrar seu papel na criação, eles são frequentemente retratados como divindades idosas vestidas com as três cores básicas das quais todas as cores se originaram: vermelho, azul e amarelo (ou verde), dependendo da interpretação pessoal das origens das cores por meios aditivos ou subtrativos. Cada um deles se apega a um objeto divino associado à sua tarefa. Yuánshǐ Tiānzūn é geralmente retratado segurando a pérola da criação, significando seu papel na criação do universo do vazio e do caos. O Ruyi mantido por Lingbao Tianzun representa autoridade: a segunda fase da criação, onde o Yang foi separado do Yin e a lei das coisas foi ordenada. Lingbao Tianzun então se sentou à esquerda de Yuanshi Tianzun. Mais tarde, quando tudo estava completo, Daode Tianzun tomou seu lugar à direita, com o leque simbolizando a conclusão da criação, e o ato de abanar representando a propagação do tao para toda a humanidade.

## Yuanshi Tianzun

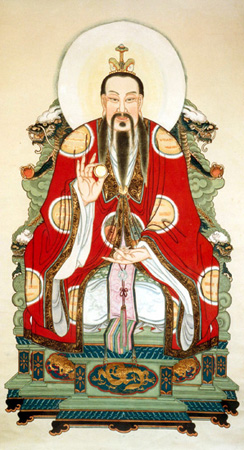
Yuanshi Tianzun

Yuanshi Tianzun (chinês: 元始天尊; pinyin: Yuánshǐ Tiānzūn, "senhor do início primordial") também é conhecido como o "puro de Jade" (chinês: 玉清; pinyin: Yùqīng) ou "honrado senhor da origem".

## Lingbao Tianzun

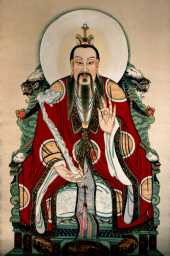
Lingbao Tianzun

Lingbao Tianzun (靈寶天尊, "senhor do tesouro numinoso") também é conhecido como o "supremo puro" (chinês: 上清; pinyin: Shàngqīng) ou "o universalmente honrado das divindades e tesouros".
"Em termos de visão de mundo, o surgimento das revelações de Shàngqīng significa uma grande expansão do taoísmo. Onde os mestres celestiais adicionaram os deuses puros do tao ao panteão popular, Shàngqīng ampliou isso para incluir uma camada inteiramente nova de existência entre a força original e criativa do tao, representada pela divindade "yuan shi tian wang" (celestial rei do começo primordial) e o mundo criado como o conhecemos. Essa camada celestial consistia em várias regiões diferentes, localizadas nos confins do mundo e nas estrelas, e imaginadas ao longo das linhas dos antigos paraísos Penglai e Kunlun. Era povoado por várias figuras divinas: deuses puros do tao que eram emanações do qi cósmico original; imortais que alcançaram o status celestial através do esforço e do elixir apropriado ..."
Lingbao Tianzun está associado ao yin e ao yang e foi responsável como guardião do livro sagrado. Lingbao Tianzun também calcula o tempo e o divide em diferentes épocas.

## Daode Tianzun
Daode Tianzun (道德天尊, "senhor do caminho e sua virtude" ou "honrado senhor do tao e da virtude"), também conhecido como o "Grande Puro" (chinês: 太清; pinyin: Tàiqīng) ou o "Maior Senhor Ancião" (太上老君, Taishang Laojun).
Acredita-se que Daode Tianzun se manifestou na forma de Laozi. Daode Tianzun é também o tesoureiro dos espíritos, conhecido como o "senhor do homem" que é o fundador do taoísmo. Ele é o governante mais eminente e envelhecido, e é por isso que ele é o único puro retratado com cabelos e barba brancos puros.
"Parece ter havido uma série de estágios no processo da eventual deificação de Laozi. Primeiro, a figura lendária começou como um professor e escritor cuja imagem acabou se misturando com a do Imperador Amarelo quando Laozi passou a ser identificado como um confidente da realeza. Relatos tradicionais, como a história de vida resumida anteriormente, o transformaram em um herói cultural cuja mãe o concebeu virginalmente. Em meados do século II E.C., Laozi tornou-se a divindade que entregou a Zhang Daoling a revelação de uma nova fé religiosa, dando origem à escola do mestre celestial. Sua imagem ainda não estava completa. Em seguida, talvez também por volta do segundo ou terceiro século E.C., Laozi parece ter sido identificado como um deus criador que também entra no mundo para resgatar a humanidade da tribulação. Laozi agora era capaz de encarnar a si mesmo, quase como os bodhisattvas budistas. Não muito tempo depois, ele se juntou à tríade dos Três Puros e, finalmente, Laozi emergiu como a principal pessoa divina. Temos aqui um dos exemplos mais interessantes de apoteose, ou deificação, na história da religião."[carece de fontes?]
De acordo com o Daozang, Daode Tianzun manifestou várias encarnações para ensinar os seres vivos, e Laozi é uma de suas encarnações.